# El marino de los puños de oro
El marino de los puños de oro és una pel·lícula espanyola dirigida per Rafael Gil Álvarez, estrenada el 7 d'octubre de 1968. Es tracta d'una pel·lícula d'humor protagonitzada per un boxador, amb un guió replet de situacions d'humor, basades en la dificultat d'un jove per aconseguir el cim de l'esport de boxa. Va ser gravada en diferents localitats entre elles en Madrid i Cadis.

## Sinopsi
Pedro Montero és un jove boxador que va marxar d'Espanya i ha assolit renom al Brasil i a Itàlia. Torna a Espanya per fer el servei militar a la Infanteria de Marina i torna a rellançar la seva carrera esportiva. El dia abans del combat pel Campionat d'Europa els apoderats del rival li envien una antiga amiga que va fer a Roma amb la finalitat de distreure'l de la seva preparació física.

## Repartiment
- Pedro Carrasco, com Pedro.
- Sonia Bruno, com Gina.
- Antonio Garisa, com Juanito.
- Angel de Andrés, com Héctor.
- Venancio Muro, com el sergent.
- José Sazatornil, com Lodoli.
- Luis Induni, com el pare de Pedro.
- José María Tasso, com aquest.
- Nélida Quiroga, com la mare de Pedro.
- Andrés Pajares, com Darío.[1]

## Premis
Als Premis del Sindicat Nacional de l'Espectacle de 1968 Venancio Muro fou guardonat amb el premi al millor actor secundari.